# Epiphone

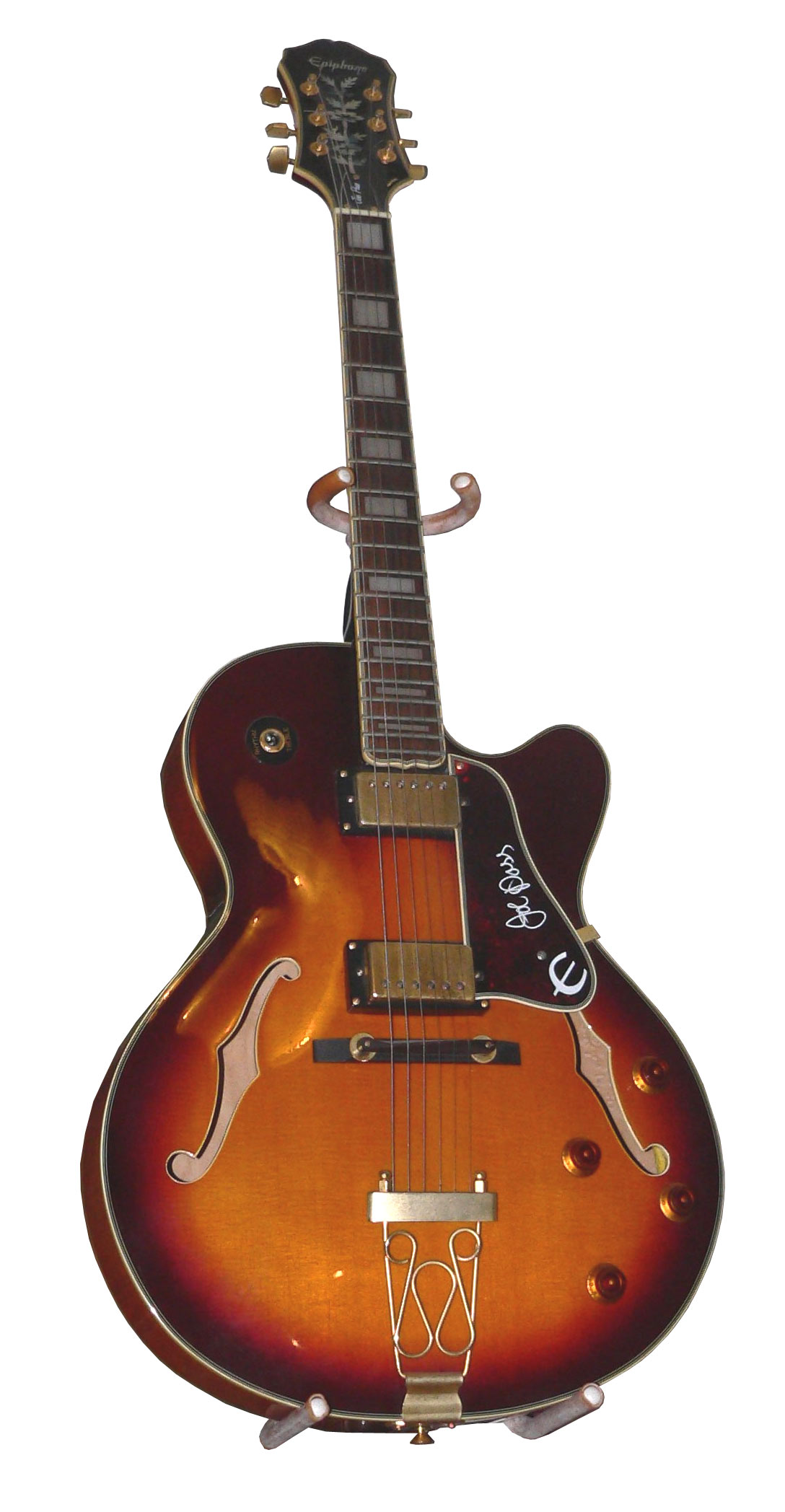
En gitarr från Epiphone.

Epiphone är ett dotterbolag till Gibson Brands. De tillverkar bland annat egna versioner av Gibsons olika modeller, till exempel SG, Flying V och Les Paul men även egna modeller som Epiphone Sheraton, Epiphone Wilshire och Epiphone Dot. Epiphone tillverkar bland annat också akustiska gitarrer, elgitarrer, el-basar och förstärkare under eget namn.

## Historia
De första gitarrerna kom till när Anastasios Stathopoulos i slutet av 1800-talet flyttade till Turkiet och där började tillverka egna stränginstrument. År 1903 flyttade familjen till New York och de ändrade efternamn till Staphopoulo. 1915 gick företaget över till Epimanondas Stathopoulo, som dog 1943. 1924 gav han företaget namnet Epiphone. Från 1930-talet och framåt konkurrerade Gibson och Epiphone på marknaden. Efter andra världskriget började Epiphones försäljning gå dåligt. 1957 köptes Epiphone av Gibson för 20 000 dollar.

## Epiphones egna modeller
- Epiphone Les Paul Gothic är en matt elgitarr med en lite smalare hals än många andra elgitarrer.
- Epiphone Wilshire är en lätt och solid elgitarr.
- Epiphone Sheraton är en halvakustisk gitarrmodell som bland annat The Edge i U2 använder.
- Epiphone Casino VT är en halvakustisk gitarrmodell. De som gjort den känd är främst band som The Beatles, Rolling Stones och Oasis som använder eller har använt gitarrmodellen.
- Epiphone Crestwood är en solidbody gitarrmodell tillverkad 1958–1970.